# 財政法
財政法（ざいせいほう、昭和22年3月31日法律第34号）は、国の財政に関する基本法であり、予算の種類、作成と執行に関する日本の法律である。
広義には財政に関する法規全般を指す概念として用いられ、本法のほか、各種租税法、地方財政法、会計法、予算決算及び会計令、国有財産法なども「財政法」の範疇に含まれる。
日本国憲法第7章「財政」を受けて制定され、旧・会計法のうち、財政の手続的規定を現行の会計法に分離させ、この法律において財政運営に関する基本原則を定める。所管官庁は財務省主計局法規課である。

## 構成
- 第1章 財政総則
- 第2章 会計区分
- 第3章 予算
  - 第1節　総則
  - 第2節　予算の作成
  - 第3節　予算の執行
- 第4章 決算
- 第5章 雑則
- 附則